# Ciboney

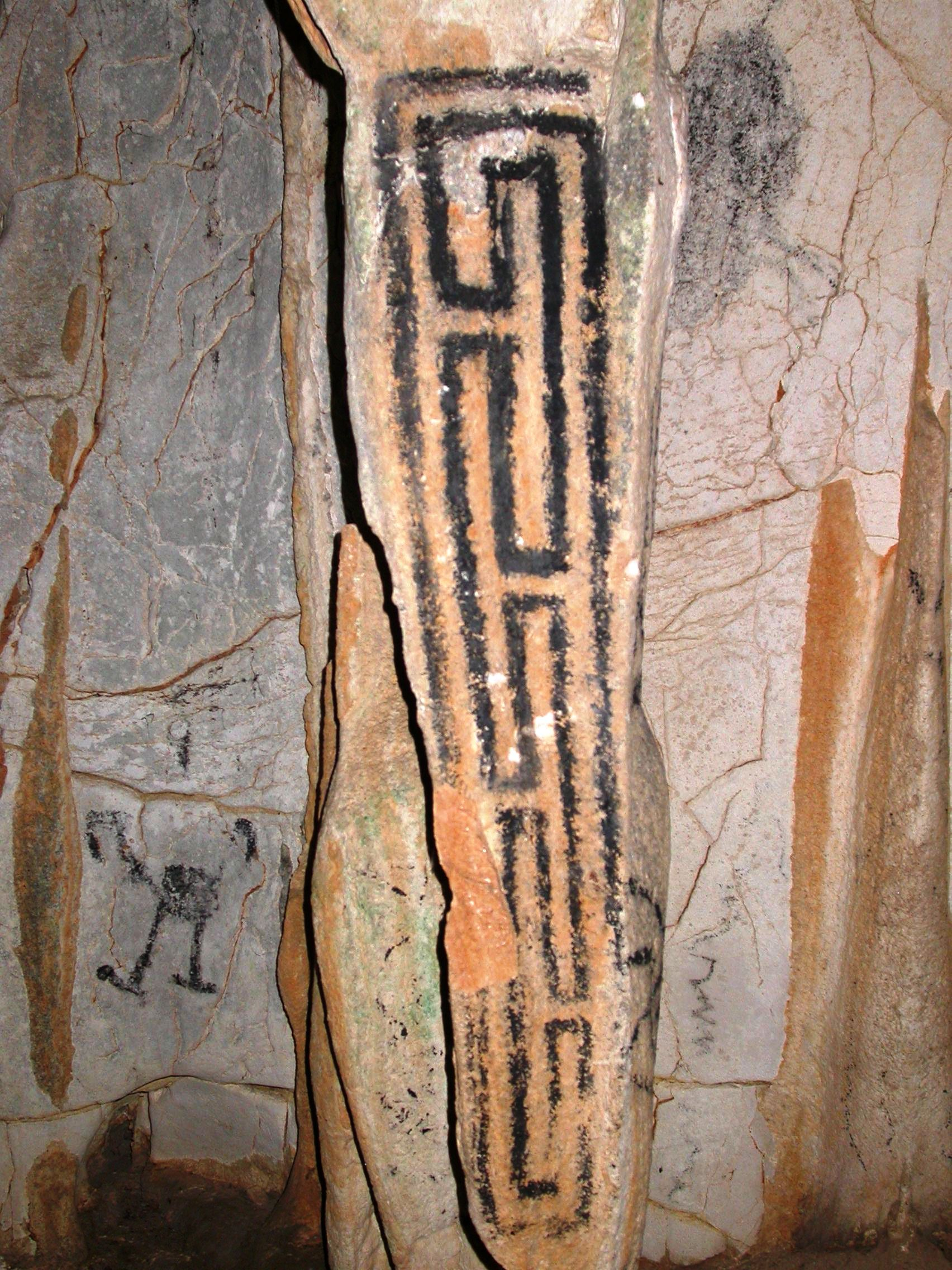
Un dipinto Ciboney

I Ciboney sono una tribù di Nativi americani stanziata in Florida, Cuba, Bahamas, Haiti, Giamaica e nelle piccole Antille. Attualmente ci sono 253 famiglie appartenenti a questa tribù.

## Lingua
I Ciboney parlavano l'Achagua, un dialetto della famiglia linguistica chiamata Arawak.

## Storia
Al momento dell'arrivo di Cristoforo Colombo in America, nel 1492, c'erano 29 villaggi con altrettanti capi Ciboney. Poi, con la conquista spagnola, molti Ciboney vennero colpiti dalle malattie portate dagli europei.

## Economia
Nel 1800 i Ciboney vivevano principalmente di pesca. Oggi l'economia è ancora basata sulla pesca date le risorse ittiche del luogo.